# سارا شاهی
آهو جهانسوز شاهی (زادهٔ ۱۰ ژانویه ۱۹۸۰) که با نام حرفه‌ای سارا شاهی شناخته می‌شود، بازیگر آمریکایی است. او در آثاری نظیر واژه ال (۲۰۰۸)، نسبتاً قانونی (۲۰۱۱–۲۰۱۲) و مظنون (۲۰۱۲–۲۰۱۶) ایفای نقش کرده است. او در سال ۲۰۲۲ نقش آندره‌آ توماس را در فیلم ابرقهرمانی بلک ادم ایفا کرد.
شاهی رتبهٔ نودم فهرست صد زن جذاب سال ۲۰۰۵ در مجله ماکزیم کسب کرده و در سال ۲۰۰۶، به رتبه شصت و ششم صعود کرد. وی در سال ۲۰۱۲، مقام سی و ششم را در این لیست از آن خود کرده است. او از هلهله‌چیان تیم دالاس کاوبویز بوده است.

## زندگی‌نامه
آهو جهانسوز شاهی در ۱۰ ژانویه ۱۹۸۰ در یولس، تگزاس به دنیا آمد و بزرگ شد. او دختر عباس جهانسوز شاهی و ماه منیر سروش آذر، طراح داخلی است که در ده سالگی اش، از هم طلاق گرفتند. خانواده پدرش دو سال قبل از انقلاب ۱۳۵۷، ایران را ترک کردند و پدرش که در سفارت آمریکا در ایران کار می‌کرد، در زمان فروپاشی دودمان پهلوی در سال ۱۹۷۹، توانست که از کشور خارج شود. شاهی یک برادر بزرگتر به نام هومن و یک خواهر کوچکتر به نام سمنتا دارد که دستیار تولید است. شاهی پس از شنیدن آهنگی به نام «سارا» در کلاس دوم، سارا را به نام خود انتخاب کرد زیرا توسط سایر کودکان در مورد نام تولدش، آهو «تحقیر» می‌شد.
او با راهنمایی پدرش، علاوه بر زبان انگلیسی، با زبان فارسی نیز آشنا و بزرگ شد. والدینش او را از سن هشت سالگی در مسابقات جشنواره زیبایی شرکت دادند. شاهی در دبیرستان ترینیتی، جایی که کاپیتان تیم‌های والیبال و بسکتبال آن دبیرستان بود و دانشگاه متدیست جنوبی، در رشته انگلیسی و تئاتر، تحصیل کرد.

## زندگی شخصی
شاهی در ۷ فوریه ۲۰۰۹، با بازیگر استیو هاوی در لاس وگاس ازدواج کرد. در ماه ژوئیه ۲۰۰۹، او اولین فرزند خود، یک پسر را به دنیا آورد. در ژانویه ۲۰۱۵، او اعلام کرد که دوقلو باردار است. در ماه مارس، یک دختر و پسر در یک زایمان دیگر در خانه به دنیا آوردند شاهی و هاوی در ماه مه ۲۰۲۰، درخواست طلاق دادند. طلاق آنها در ماه ژانویه ۲۰۲۱، نهایی شد.
در سال ۲۰۲۰، شاهی با بازیگر استرالیایی آدام دموس که او را در صحنه فیلمبرداری فیلم سکس/زندگی ملاقات کرده بود، وارد یک رابطه عاشقانه شد.

## فیلم‌شناسی

### فیلم
| سال  | عنوان                              | نقش                    | توضیحات                |
| ---- | ---------------------------------- | ---------------------- | ---------------------- |
| ۲۰۰۰ | دکتر تی و زنان                     | چیرلیدر                | بی‌اعتبار در عوامل فیلم |
| ۲۰۰۳ | مدرسه قدیمی                        | اریکا                  |                        |
| ۲۰۰۳ | قانوناً بلوند ۲: قرمز، سفید و بلوند | بکی، خواهر دلتا نو     | بی‌اعتبار در عوامل فیلم |
| ۲۰۰۵ | لوت لایک لاو                       | استارلت                |                        |
| ۲۰۰۶ | محض اطلاع                          | سانچز                  |                        |
| ۲۰۰۶ | مشکل سگ                            | کندی                   |                        |
| ۲۰۰۷ | ساعت شلوغی ۳                       | زوئی                   |                        |
| ۲۰۰۸ | سایه‌های ری                         | سانا خلیق              |                        |
| ۲۰۰۸ | آمریکایی شرقی                      | سلواه                  |                        |
| ۲۰۰۹ | عبور از مرز                        | پونه براهری            |                        |
| ۲۰۱۱ | دردسر با بلیس                      | هتی اسکون / هتی راک‌ورث |                        |
| ۲۰۱۱ | من نمیدونم اون چجوری انجامش میده   | جانین لوپیترو          |                        |
| ۲۰۱۲ | استاتیک                            | ادل دید                |                        |
| ۲۰۱۲ | گلوله به سر                        | لیزا بونومو            |                        |
| ۲۰۱۳ | کنگره                              | میشل                   |                        |
| ۲۰۱۴ | جاده به پالوما                     | اوا                    |                        |
| ۲۰۱۵ | دسترسی الهی                        | ماریان                 |                        |
| ۲۰۱۵ | ماجراهای بیتل                      | کلارا                  |                        |
| ۲۰۱۷ | دارزن                              | کاپیتان لیزا واتسون    |                        |
| ۲۰۱۸ | آسفالت ۶: آدرنالین                 |                        |                        |
| ۲۰۲۰ | درمان بد                           | آنابل                  |                        |
| ۲۰۲۲ | بلک ادم                            | آدریانا توماز          |                        |
| ۲۰۲۳ | قرمز، سفید و آبی سلطنتی            | زهرا بنکستون           |                        |

### تلویزیون
| سال       | فیلم                    | نقش                 | توضیحات |
| --------- | ----------------------- | ------------------- | --- |
| ۲۰۰۰      | پسران شهر               | دختر تشویق گر       | قسمت: "Shock Treatment"                                                                                         |
| ۲۰۰۰      | اسپین سیتی              | لیسانسه             | قسمت: "Blind Faith"                                                                                             |
| ۲۰۰۱      | بوستون پابلیک           | لورا                | قسمت: "Chapter Eleven"                                                                                          |
| ۲۰۰۱      | آف سنتر                 | آنجلیکا             | قسمت: "A Cute Triangle"                                                                                         |
| ۲۰۰۱      | شاید این منم            | رزا                 | قسمت: "The Exchange-Student Episode"                                                                            |
| ۲۰۰۱–۲۰۰۲ | آلیاس                   | جنی                 | قسمت‌های: "So It Begins", "A Broken Heart", "Reckoning", "Color Blind", "Spirit", "The Box: Part 1", و "Page 47" |
| ۲۰۰۲      | کلاس ۰۶                 | مگ                  | فیلم تلویزیونی                                                                                                  |
| ۲۰۰۲      | ماجراهای من در تلویزیون | تی وی دیوا          | قسمت: "The Chinese Baby"                                                                                        |
| ۲۰۰۳      | فریژر                   | پذیرنده             | قسمت: "Door Jam"                                                                                                |
| ۲۰۰۳      | داوسونز کریک            | سادی شاو/دختر مرموز | قسمت‌های: "Catch-22", "Sex and Violence", و "All the Right Moves"                                                |
| ۲۰۰۳      | بخش فوریت‌های پزشکی      | تارا کینگ           | قسمت: "The Greater Good"                                                                                        |
| ۲۰۰۴      | سنچری سیتی              | خانم موریس          | قسمت: "Sweet Child of Mine"                                                                                     |
| ۲۰۰۴–۲۰۰۷ | ریبا                    | کیت                 | قسمت‌های: "Cheyenne‘s Rival" و "To Tell You the Truth"                                                           |
| ۲۰۰۵      | نقشه بی                 | برانوین             | فیلم تلویزیونی                                                                                                  |
| ۲۰۰۵      | سوپرنچرال               | زن سفیدپوش          | قسمت: "آغاز" |
| ۲۰۰۵–۲۰۰۹ | واژه ال                 | کارمن               | Supporting Role character in 26 (of 70) episodes                                                                |
| ۲۰۰۵      | کندو                    | خودش                | قسمت: "۲٫۴۹" |
| ۲۰۰۶      | معلم‌ها                  | تینا تورس           | |
| ۲۰۰۶      | سلول خواب               | فرح                 | قسمت‌های: "Faith" و "Torture"                                                                                    |
| ۲۰۰۷      | سوپرانوز                | سونیا آرگون         | قسمت: "Kennedy and Heidi"                                                                                       |
| ۲۰۰۷–۲۰۰۹ | زندگی                   | دنی ریس             | شخصیت اصلی |
| ۲۰۱۰      | غیب‌گو                   | زوبی                | قسمت: "Thrill Seekers and Hell Raisers"                                                                         |
| ۲۰۱۱–۲۰۱۲ | نسبتاً قانونی            | کیت رید             | شخصیت اصلی |
| ۲۰۱۱      | عدالت جوان              | کیلر فراست          | قسمت: "Terrors"                                                                                                 |
| ۲۰۱۲–۲۰۱۳ | آتش‌نشانی شیکاگو         | رنه رویس            | ۷ قسمت |
| ۲۰۱۳–۲۰۱۶ | مظنون                   | ثمین شاو            | قسمت‌های: "Relevance", "Trojan Horse", "Zero Day" and "God Mode"; regular from the third season                  |
| ۲۰۱۸      | خیال                    | مارا کینت           | نقش اصلی |
| ۲۰۱۹      | شهری بر روی تپه         | ریچل بهنام          | نقش مکمل |
| ۲۰۲۲      | سکس/زندگی               | بیلی کانلی          | شخصیت اصلی |